# 鬍子小雞
《鬍子小雞》（日语：ヒゲぴよ）是伊藤理佐在集英社《Chorus》雜誌上刊載的四格漫畫。並於2009年4月3日電視動畫化，于2010年2月19日播放完毕。

## 故事大綱
描述主角小弘與家人在同遊廟會時，意外地將一隻像是長有鬍子的小雞買了下來，此後就在這個小雞的帶領下而與牠一起產生了許多歡笑不斷的故事。

## 出場人物
鬍子小雞（聲：朴璐美／台灣：孫誠）
本作的主角。本來是攤子賣不出去的小雞，後被小弘買下.因為嘴邊有鬍子（ヒゲ）而被命名為「鬍子小雞」（ヒゲぴよ），也會講人話。由於只能將「ひ」念成「ぴ」、所以都稱小弘為「ぴろし」。身上帶有許多謎團，常擺出沉默的臉色，又有許多像是大叔的舉動。喜歡炒麵、烤番薯和日本清酒。最怕的則是手指頭部分圓圓的動物，如青蛙。
不知為何，雖然身為小雞，但肚子上卻有肚臍及頭髮。另外從加藤的話中，能得知是因為某研究員一個偶然的噴嚏而誕生在小雞研究機構中。
對於自己的妹妹雖然看起來相當冷淡，但其實相當關心她。另外對武士之類的事情，不但相當有興趣，而且作風也像是武士。
羽田弘（聲：小林優／台灣：傅其慧）
2000年出生，小學三年級男生。鬍子小雞的飼主。性格和善而有點軟弱，所以很崇拜鬍子小雞的強悍。在學校裡常被熊野欺負，自從收養鬍子小雞後，多次靠牠解危。
爸爸（聲：宮下榮治／台灣：賀宇傑）
小弘的父親。平常工作很忙，所以對兒子的行為比較不介意。為了鬍子小雞的到來帶給小弘十足的精神而感到高興。
媽媽（聲：新井里美／台灣：龍顯蕙）
小弘的母親。對於鬍子小雞到來相當高興。白天會請鬍子小雞幫忙做家事，甚至會帶牠一起在超市進行特價活動時一同採購。
辣妹小雞（聲：金田朋子／台灣：錢欣郁）
鬍子小雞的妹妹，外觀為全身粉紅色。外型宛如辣妹一樣，就連講話也是一副辣妹的語氣。非常尊敬和喜歡自己的哥哥，一度以為鬍子小雞不愛她了，所以跑到森林裡面哭，但事後還是成功和牠和解。另外睡相非常地差。
和鬍子小雞一樣，因為某研究員一個偶然的哈欠而誕生在小雞研究機構中。不過鬍子小雞出生時，尚留在蛋中，所以鬍子小雞一開始不知道她是自己的妹妹。
熊野和夫（聲：熊井統子／台灣：錢欣郁）
小弘的同學，是個令人望而生畏的孩子王，經常帶著手下犬山、猿川二人來欺負小弘。由於鬍子小雞常把他的名字念錯，加上認為自己比小雞還要受歡迎而把牠視為對手。家裡非常有錢，也曾經請爸爸為他做了一台機械小雞。
熊野的爸爸
熊野的媽媽
台灣：賀宇傑、龍顯蕙
熊野的父母。非常溺愛熊野，常常會答應他的請求。由於家裡相當有錢，所以舉止都相當奢華。
女僕
台灣：馮嘉德、錢欣郁
服務於熊野家的兩位女僕，分別是資深女僕和新人女僕。由於新人女僕每次都為熊野家的奢華感到震驚，所以都由資深女僕來安慰她。
犬山（聲：宮川美保／台灣：馮嘉德）
熊野的小跟班。與熊野一樣把鬍子小雞視為對手
猿川（聲：橘U子／台灣：龍顯蕙）
熊野的小跟班。平常沒有什麼表情，只會重覆犬山的話，而很少自己講話。
加藤（聲：杉田智和／台灣：孫誠）
將鬍子小雞賣給小弘的男人。由於長得很帥，所以老是發生想要偷偷觀察小雞時，反而太過顯眼而被發現。很在意小雞的生活幸不幸福，並經常潛伏在羽田家。
另外從他的一些話中，能得知他之前似乎是鬍子小雞誕生的小雞研究所的研究員。
晴子老師（聲：齋藤千和／台灣：馮嘉德）
小弘的班導師。個性寬厚溫柔也有一名男友，不過會有談到的男人的事情時，就相當激動的一面。對於小雞的存在，則不在意。
惠美（聲：咲乃藍里／台灣：龍顯蕙）
小弘的同學。對於鬍子小雞一見鍾情而很疼愛牠。
莉緒（聲：中村知子／台灣：馮嘉德）
惠美的同學和朋友。使用敬語講話，把鬍子小雞視為不可思議的存在。
唯（聲：宮川美保／台灣：錢欣郁）
惠美的同學和朋友。個性開朗明快，會對鬍子小雞進行吐嘈。
作家先生（聲：荻野晴朗／台灣：賀宇傑）
《小雞武士》的作者。在第一次遇到鬍子小雞後，就一直想再見到牠。通常都是偶然遇到牠並且會因為牠的行為而產生寫作的靈感。但到最後一集都不知道牠的名字。
隱居人（聲：荻野晴朗／台灣：賀宇傑）
鬍子小雞最愛收看的時代劇中的角色，而該角色以《水戶黃門》中的德川光圀為原型。

### 原作人物

#### 國家科学秘密研究所
- 博士(ハカセ)

製造出鬍子小雞與辣妹小雞並且研究牠們的博士。對於鬍子小雞給予像麵包般輕飄飄以及像鯛魚燒內的餡料的自由生活。如果喝醉時會彷彿沒有記憶地作出許多奇怪的行為。
- 長谷川

博士的助手。一直被博士叫「明智君」、但也一直被他要求加以修正。喜歡吃唐揚。
- 鈴木

裝成是新婚夫婦而搬到羽田家隔壁的研究員。目的則是要觀察「奇怪的小雞（鬍子小雞）」。因為要強調自己是普通的夫婦、所以會和羽田家借醬油。
- 佐藤

與鈴木一起裝成是新婚夫婦的研究員。喜歡狹小的地方。

## 動畫版各集標題
※除了總集編。
1. 是鬍子小雞喔!?
2. 很可愛...對吧!?
3. 賞花是什麼東東!?
4. 再要一份就像作戰喔!?
5. 要想想草莓的心情喔!?
6. 男人的城堡喔!?
7. 以洋蔥決勝負喔!?
8. 我可不是寵物!?
9. 舒服的泡澡喔!?
10. 要用挖的喔!?
11. 我是武士喔!?
12. 這是肉包喔!?
13. 我可是沒有弱點的喔!?
14. 生日派對喔!?
15. 生日派對的續集喔!?
16. 在游泳池裡比賽喔!?
17. 來試膽看看喔!?
18. 鬍子小雞對機器小雞喔!?
19. 鬍子小雞的秘密喔!?
20. 大功一件喔!?
21. 辣妹小雞喔!?
22. 辣妹小雞的續集喔!?
23. 運動會喔!?
24. 照顧病人喔!?
25. 更舒服的溫泉喔!?
26. 兩人的秘密喔!?
27. 我出不來喔!?
28. 小雞的蛋糕喔!?
29. 我睡不著喔!?
30. 古裝劇喔!?
31. 今天是聖誕節（耶誕節）喔!?
32. 表演會喔!?
33. 角色扮演中喔!?
34. 可樂餅店喔!?
35. 我又睡不著喔!?
36. 手工餅乾充滿愛心喔!?
37. 機器小雞的反擊喔!?
38. 回轉壽司喔!?
39. 取名字喔!?（精彩最終話）

## 電視動畫
- 原作：伊藤理佐
- 導演：武山篤
- 劇本：高橋夏子
- 角色設定：小栗寬子
- 美術監督：中島美佳
- 色彩設計：伊藤敦子
- 音樂：增田俊郎
- 音響監督：田中和也
- 動畫製作：Kinema Citrus

## 外部連結
- （日語）鬍子小雞電視動畫官網 （页面存档备份，存于）

1. ↑  . 夠Yeah.   [2024-06-21]. （原始内容存档于2015-03-16）.